# 资川县
资川县，中国古县名。北宋宣和二年（1124年），朝廷將龙水县更名為资川县，治所位於現今中華人民共和國四川省资中县西北，隸屬於资州管轄。後來再次恢復龙水县。